# Бібліотека імені Володимира Винниченка (Київ)
Бібліотека імені В. Винниченка Шевченківського району м.Києва.

## Адреса
01025, м.Київ, Кудрявська, 2

## Характеристика
Площа приміщення бібліотеки - 120,2 м², книжковий фонд - 11,0 тис. примірників. Щорічно обслуговує 2,260 тис. користувачів, кількість відвідувань за рік - 10,0 тис., книговидач - 39,0 тис. примірників.

## Історія бібліотеки
Заснована у 1952 році як дитяча бібліотека Сталінського району столиці. У 1963 році реорганізована у першу в місті Києві спеціалізовану бібліотеку імені Лізи Чайкіної для юнацтва. Тут працювало найперше в місті любительське об'єднання шанувальників фантастики, серед почесних гостей якого були письменники-фантасти: О.Казанцев, В.Кашин, А.Дмитрук, О.Тесленко. З 1994 року бібліотека носить ім'я видатного українського письменника Володимира Винниченка.
Знаходячись у самому центрі столиці, поряд з національними театрами й музеями міста, співпрацюючи з ними, бібліотека визначила свою роль як центр естетичного виховання, центр допомоги розвитку талановитої молоді. 
```
  В 2016 р.бібліотека працює за новою адресою: вул.Кудрявська, 2. 
```

За всі роки роботи бібліотека ім. В.Винниченка зарекомендувала себе як центр історичної культури і дозвілля. Популяризуючи фотомистецтво в м.Києві, проводячи вітчизняні та зарубіжні фотовиставки, співпрацюючи з творчими спілками, проводячи музично-поетичні вечори та творчі зустрічі з поетами, письменниками та бардами, впроваджуючи креативні форми роботи, бібліотека створила свій власний стиль та імідж.
```
  Територія партнерства: 
```

- Національна спілка фотохудожників України (НСХФУ, Голова спілки - Едуард Странадко)
- Київський фотоклуб "9Х12" (керівник - Андрій Чекановський)
- АРТ-студія "ТРУФАНОВ ОСТРІВ" - керівник Інна Труфанова)

В бібліотеці постійно експонуються картини театрального режисера, художника-сценографа Олександра Білозуба.